# علم جمهورية ليتوانيا الاشتراكية السوفيتية

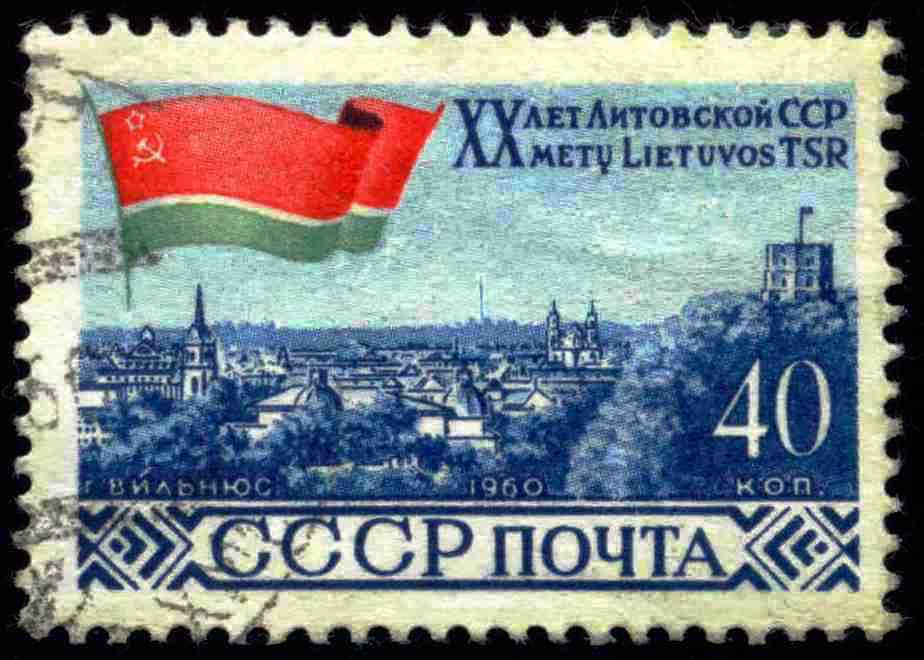
العلم على طابع بريد عام 1960 احتفالًا بالذكرى العشرين لجمهورية ليتوانيا الاشتراكية السوفيتية.

كان علم جمهورية ليتوانيا الاشتراكية السوفيتية معتمدًا لأول مرة من قبل جمهورية ليتوانيا الاشتراكية السوفيتية في عام 1918، وكان مجرد علم أحمر. بعد إعادة تأسيس جمهورية ليتوانيا الاشتراكية السوفيتية في عام 1940، كان العلم أحمر اللون مع الاسم الوطني والمطرقة والمنجل في الزاوية العلوية. كان العلم المستخدم بين 1953 و1988 علمًا أحمر يحمل المطرقة والمنجل الذهبيين ونجمًا أحمر محاطًا بالذهب في الزاوية العلوية، مع شريط أبيض رفيع وشريط أخضر عريض في الأسفل.

## التاريخ
أثناء الحرب الليتوانية السوفيتية، استخدمت جمهورية ليتوانيا الاشتراكية السوفيتية الأولى علمًا أحمرًا بسيطًا. تم تبني هذا العلم لاحقًا من قبل ليتبيل.
عندما أُعيد تأسيس جمهورية ليتوانيا الاشتراكية السوفيتية كجمهورية ضمن الاتحاد السوفيتي، تم اعتماد علم وطني جديد في 30 يوليو 1940. كان العلم أحمر اللون مع الحروف اللاتينية LIETUVOS TSR (جمهورية ليتوانيا الاشتراكية السوفيتية باللغة اللغة الليتوانية) باللون الذهبي بخط بلا سيريف في الزاوية العلوية، ومطرقة ومنجل ذهبيين تحت النص.
في 15 يوليو 1953، تم اعتماد علم جديد. تم تعديله ليتوافق مع المتطلبات الجديدة لجميع أعلام جمهوريات الاتحاد السوفيتي. الجزء الأحمر العلوي يشكل قالب:2/3 من العرض ويشمل المطرقة والمنجل الإجباريين والنجم الأحمر. يمكن تخصيص الجزء السفلي لكل جمهورية. أضافت ليتوانيا شريطًا أبيض ضيقًا (1⁄12 من العرض) وشريطًا أخضر أكبر (1⁄4 من العرض). ترمز الخطوط البيضاء والخضراء إلى الحقول والغابات الواسعة للبلاد، التي تخدم صناعاتها الزراعية والحراجية.
في 18 نوفمبر 1988، تم اعتماد العلم الثلاثي الألوان لليتوانيا كعلم للجمهورية الاشتراكية السوفيتية، حتى قبل إعلان ليتوانيا الاستقلال في مارس 1990. قام المجلس الأعلى لجمهورية ليتوانيا الاشتراكية السوفيتية، مستوحاة من الحركة المؤيدة للاستقلال ساجوديس، بتعديل الدستور واعتماد العلم الثلاثي الألوان علم ليتوانيا الذي كان مستخدمًا خلال فترة ما بين الحربين.
- علم جمهورية ليتوانيا الاشتراكية السوفيتية وجمهورية ليتوانيا وبيلاروسيا الاشتراكية السوفيتية (1918–1919)
- علم جمهورية ليتوانيا الاشتراكية السوفيتية (1940–1953)
- علم جمهورية ليتوانيا الاشتراكية السوفيتية (1953–1988)
- علم جمهورية ليتوانيا الاشتراكية السوفيتية (1988–1990/1991)

## الوضع القانوني
منذ أن حظرت ليتوانيا الرموز السوفيتية في عام 2008، فإن رفع أو استخدام علم جمهورية ليتوانيا الاشتراكية السوفيتية في الأماكن العامة غير قانوني.